# Коллинз, Чарльз Олстон
Чарльз Олстон Коллинз (25 января 1828 года — 9 апреля 1873 года) — британский художник викторианской эпохи, писатель и иллюстратор, связанный с Братством прерафаэлитов.

## Биография
Чарльз Коллинз родился в районе Хэмпстед в Лондоне, в семье пейзажиста и жанрового художника Уильяма Коллинза. Его старший брат Уилки Коллинз стал известным писателем. Чарльз получил образование в колледже Стонихерст в Ланкашире.

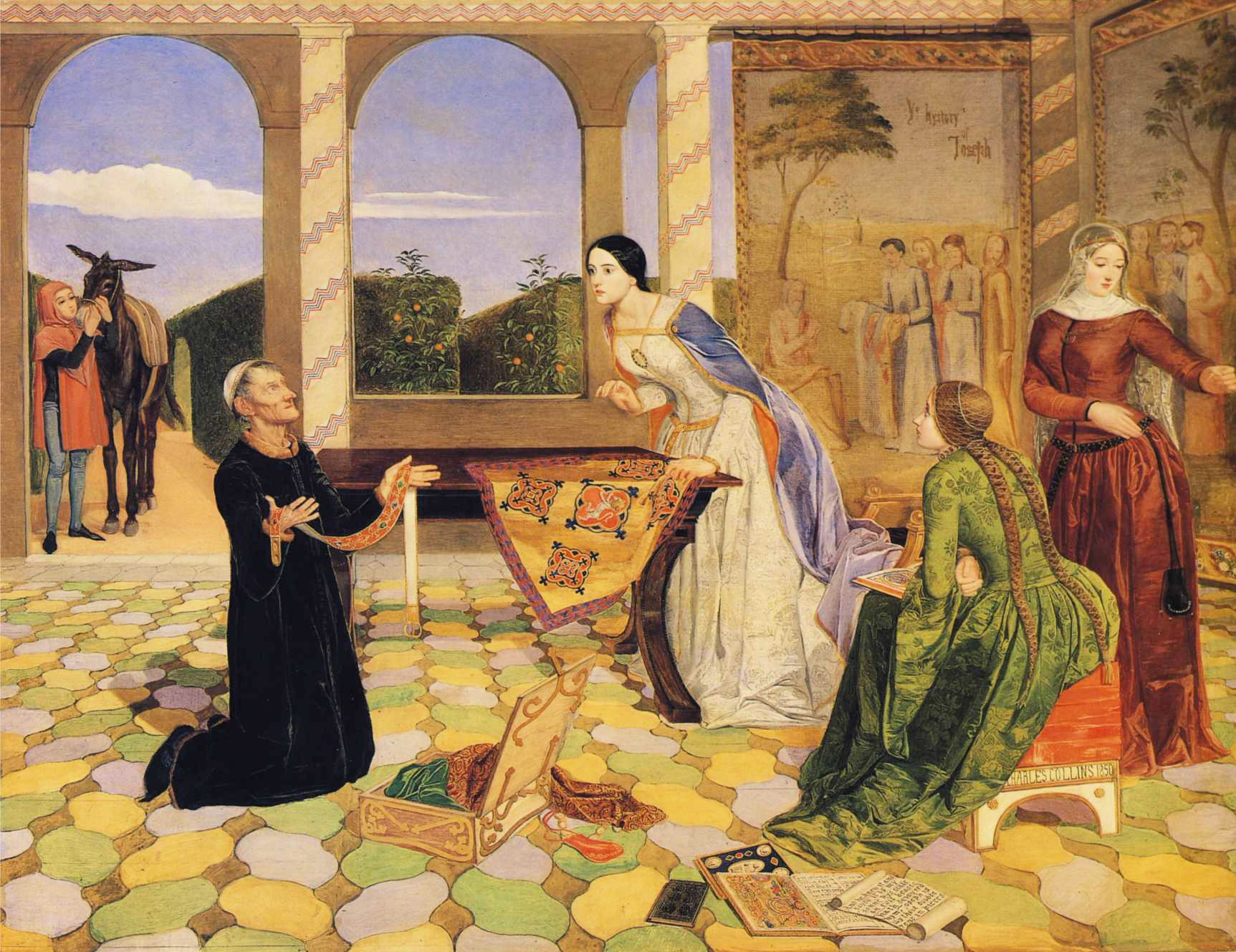
«Тревога Беренгарии»

Встреча с Джоном Эвереттом Милле сильно повлияла на молодого художника, и в 1850 году, под влиянием идей прерафаэлитов, Чарльз Коллинз создал свою картину «Тревога Беренгарии за жизнь своего мужа Ричарда Львиное Сердце» (Berengaria’s Alarm for the Safety of her Husband, Richard Coeur de Lion). Плоское моделирование, акцент на узорные украшения, а также на изображения вышивки были характерными особенностями прерафаэлитизма.
Милле предлагал Коллинзу стать действительным членом Братства прерафаэлитов, но Томас Вулнер и Уильям Майкл Россетти возражали против кандидатуры Коллинза, и Чарльз так никогда и не стал официальным членом Братства.
Коллинз влюбился в Марию Россетти, но получил от неё отказ. После этого он стал более аскетичным и углублённым в себя. Это получило развитие в его известной работе «Мысли монахини», которая изображает задумчивую монахиню, замершую в монастырском саду.

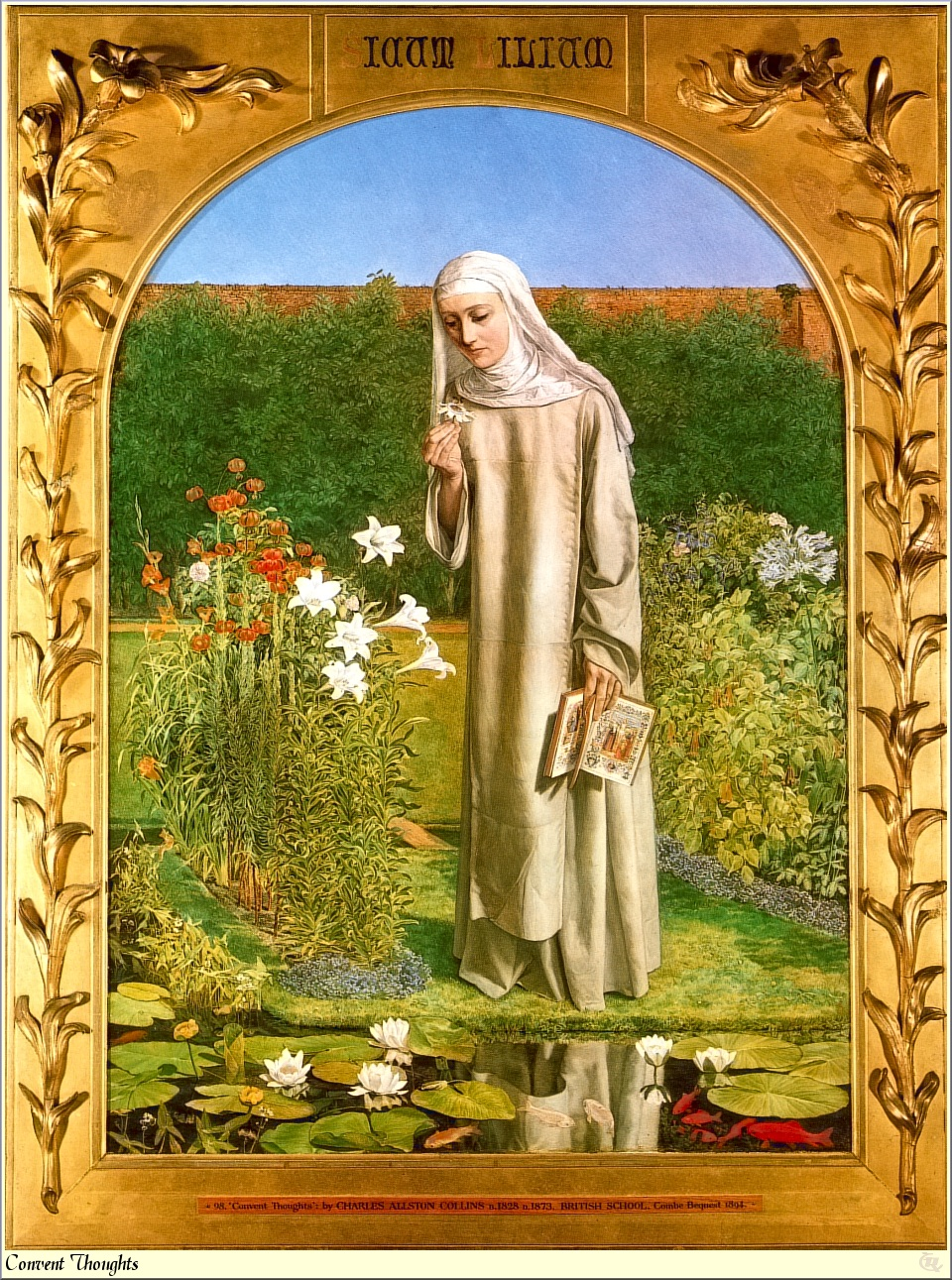
«Мысли монахини»

В конце 1850-х годах, он отказался от искусства, чтобы последовать примеру своего брата в писательской карьере. Его самыми успешными литературными произведениями были юмористические эссе, изданные в 1860 году.
В 1860 году Коллинз женился на Кейт, дочери Чарльза Диккенса, для которого позднее Коллинз оформил обложку неоконченного романа «Тайна Эдвина Друда» . Чарльз Коллинз умер в 1873 году и был похоронен на кладбище Бромптон в Лондоне.

## Список картин
- «Тревога Беренгарии за жизнь своего мужа Ричарда Львиное Сердце» (1850)
- «Мысли монахини» (1851)
- «Портрет Уилки Коллинза»
- «Портрет Уильяма Беннета»
- «Май в Реджент-парке»
- «Хороший урожай 1854 года»
- «Детство святой Елизаветы Венгерской»